# Унбиквадий
| 124           | Унбиквадий |
| Ubq—          |            |
| [Og]6f38s28p1 |            |

Унбиквадий (лат. Unbiquadium, Ubq) — временное, систематическое название гипотетического химического элемента в Периодической системе Д. И. Менделеева с временным обозначением Ubq и атомным номером 124.

## Происхождение названия
Слово «унбиквадий» образовано из корней латинских числительных и буквально обозначает «один-два-четырий» (числительное «сто двадцать четвёртый» в латыни строится совсем иначе). В дальнейшем название будет изменено.

## История
В 2008 году исследовательская группа, работающая на Большом национальном ускорителе тяжелых ионов (фр. Grand accélérateur national d'ions lourds — GANIL) опубликовала данные, показывающие, что ими были получены ядра элемента 124 с очень высокой энергией возбуждения, которая приводила к делению с измеримым временем. Этот результат свидетельствует о сильном стабилизирующем эффекте при Z = 124 и указывает, что следующая протонная оболочка формируется при Z > 120, а не при Z = 114, как думали раньше. В серии опытов специалисты GANIL попытались измерить прямое и запаздывающее деление составных ядер элементов с Z = 114, 120 и 124 с целью исследовать оболочечные явления в этой области и определить следующую сферическую протонную оболочку.
В 2006 году учёные GANIL собрали данные по реакциям, происходящим при бомбардировке мишени из природного германия ионами урана:
238
92U + nat
32Ge → 308, 310, 311, 312, 314
124Ubq* → осколки.
Учёные сообщили, что способны регистрировать составные ядра, делящиеся с периодом полураспада, превышающим 10−18 с. Хотя время этих распадов и мало́, измерение таких распадов показало сильные оболочечные явления при Z = 124. Аналогичное явление было найдено для Z = 120, но не для Z = 114.

## Предположительное обнаружение в природе
В 1976 году группа радиохимиков под руководством Р. Джентри исследовала образцы биотита с включениями кристаллов монацита, окружёнными гигантскими радиоореолами. Они облучали кристаллы ускоренными протонами и исследовали характеристическое рентгеновское излучение. В результате учёные заявили об обнаружении спектров в области 22—28 кэВ, предположительно принадлежавших 116-му, 124-му, 126-му и 127-му элементам. Однако, последующие исследования образцов с использованием синхротронного излучения не подтвердили наличие в них сверхтяжёлых элементов. Считается, что спектры, полученные Джентри, на самом деле принадлежали атомам рубидия, сурьмы и теллура.